# موقع أخبار زائفة

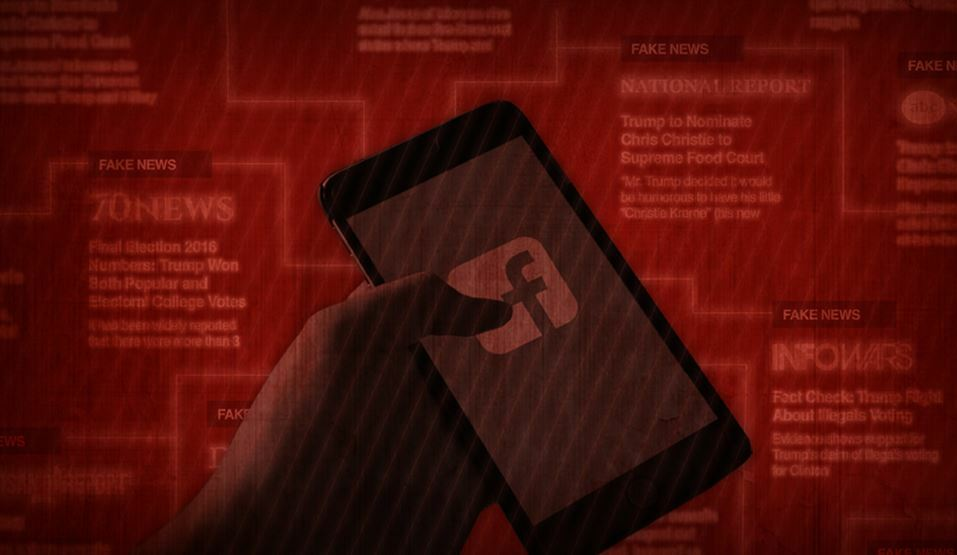

مواقع الأخبار الزائفة (يُشار إليها أيضاً بمواقع الأخبار الخادعة) هي مواقع تنشر أخبار مزيفة عمداً من نشر الأكاذيب والخدع والمعلومات الخاطئة على أنها معلومات حقيقية، وتستخدم غالباً مواقع التواصل الاجتماعي لزيادة الوصول إليها عبر الإنترنت وتضخيم أثرها. تسعى مواقع الأخبار الزائفة، على عكس مواقع الأخبار الساخرة، إلى أن تُعتبر مشروعة أو تؤخذ على قيمتها الاسمية وذلك غالباً من أجل مكاسب مالية وسياسية. شجعت مواقع كهذه الأكاذيب السياسية في ألمانيا وإندونيسيا والفلبين والسويد وميانمار والولايات المتحدة. تؤسَّس العديد من المواقع أو يُروج لها في روسيا ومقدونيا الشمالية ورومانيا وعن طريق بعض الأفراد في الولايات المتحدة.

## نظرة عامة على تغطية الأحداث
وصفت إحدى الصحف الأوروبية المحلية انتشار الأخبار المزيفة على أنه شكل من أشكال الحرب النفسية. اعتبرها بعض محللي وسائل الإعلام تهديداً للديمقراطية. أصدرت لجنة البرلمان الأوروبي للشؤون الخارجية في عام 2016 قراراً تحزيرياً ينص أن الحكومة الروسية كانت تستخدم وكالات الأنباء المزيفة ومتصيدي الإنترنت لترويج المعلومات الخاطئة والمضللة لإضعاف الثقة بالقيم الديمقراطية.
أصدر جهاز الأمن السويدي ووكالة الأمن القومي السويدي في عام 2015 تقريراً مفاده أن روسيا كانت تستخدم الأخبار المزيفة لتأجيج «الانقسامات في المجتمع» من خلال تكثيف نشر الأكاذيب. كلّفت وزارة الدفاع السويدية وكالة الطوارئ المدنية بمكافحة الأخبار الكاذبة التي تنشرها روسيا. أثّرت الأخبار الاحتيالية على السياسة في إندونيسيا والفيليبين إذ كانت هناك استخدام واسع النطاق لوسائل التواصل الاجتماعي والمصادر المحدودة في الوقت نفسه للتحقق من صحة المزاعم السياسية. حذّرت المستشارة الألمانية أنجيلا ميركل من التأثير المجتمعي «لمواقع الأخبار وبرامج الروبوتات المزيفة ومتصيدي الإنترنت».
انتشرت مقالات الأخبار الكاذبة عبر وسائل التواصل الاجتماعي خلال الانتخابات الرئاسية الأمريكية لعام 2016. وقال العديد من المسؤولين في مجتمع الاستخبارات الأمريكية إن روسيا كانت متورطة في نشر الأخبار المزيفة. خَلُصت شركة أمن الحواسيب فاير آي إلى أن روسيا استخدمت وسائل التواصل الاجتماعي لنشر القصص الإخبارية المزيفة كجزء من حملة الحرب الإلكترونية. حظر كل من فيسبوك وغوغل استخدام المواقع المزيفة للدعايات الإعلانية عبرها. أطلق فيسبوك شراكة مع مواقع التحقق من صحة الأخبار من أجل معرفة الأخبار والخدع الاحتيالية المزيفة، شملت المنظمات التي انضمت إلى المبادرة ما يلي:
سنوبز.كوم وفاكتشيك.أورغ، وبوليتيفاكت.كوم.
قال الرئيس الأمريكي آنذاك باراك أوباما إن إهمال الحقائق الصحيحة أدى إلى خلق «سحابة من الأخبار الكاذبة». وصف أليكس يونغر رئيس جهاز الاستخبارات السري (إم آي 6) نشر الأكاذيب والأخبار المزيفة بأنه خطير على الدول الديمقراطية.

## التعريف
تستخدم بعض مواقع الأخبار المزيفة خدع انتحال المواقع الإلكترونية إذ تُنشأ من أجل جعل الزوار يعتقدون أنهم يزورون مصادر موثوقة مثل قناة إيه بي سي نيوز أو الشبكة التلفزيونية إم إس إن بي سي. عرّفت صحيفة نيويورك تايمز «الأخبار الزائفة» الموجودة على الإنترنت على أنها مقالات وهمية لُفّقت عمداً لتضليل القراء، وذلك عموماً من أجل تحقيق الأرباح عن طريق الإعلانات المزيفة. وصف موقع بوليتيفاكت الأخبار المزيفة على أنها محتويات مفبركة صُممت لخداع القراء ووصلت لاحقاً بشكل فيروسي إلى الجماهير الذين يزيدون انتشارها. اعتبر آخرون أن المميزات الجهازية الملازمة لتصميم المصادر والقنوات التي تنتشر من خلالها الأخبار الكاذبة هي مميزات جوهرية. على سبيل المثال من خلال اللعب على التحيزات الفكرية للجماهير والاستدلالات والانتماءات الحزبية.
حافظت الأخبار المزيفة على وجودها على شبكة الإنترنت وفي الصحافة الشعبية في السنوات السابقة للانتخابات الرئاسية الأمريكية لعام 2016. لم تؤثر الأخبار المزيفة قبل الحملة الانتخابية التي تضمنت هيلاري كلينتون ودونالد ترامب على العملية الانتخابية والأحداث اللاحقة لها بدرجة عالية. لاحقاً لانتخابات عام 2016 تحولت مسألة الأخبار المزيفة إلى سلاح سياسي، إذ قال مؤيدوا السياسات اليمينية إن مؤيدي السياسات اليسارية نشروا أخباراً كاذبة بينما ادعى الأخيرون أنهم كانوا يخضعون للرقابة.
نظراً لهذه الشكاوي المتتالية أصبح تعريف الأخبار المزيفة كما هو مستخدم في هكذا نقاشات غامضاً.

## تاريخ ما قبل الإنترنت
ظهرت الممارسات الصحفية غير الأخلاقية في وسائل الإعلام المطبوعة قبل مئات السنوات من ظهور الأنترنت. كانت الصحافة الصفراء التي تنشر أخبارها وفق معيار يخلو من القيم الأخلاقية والأخلاق المهنية منتشرة في فترة من التاريخ تعرف بالعصر الذهبي وكان الصحافيون غير الأخلاقيين يشاركون في التزوير من خلال فبركة قصص ومقابلات واختراع أسماء للعلماء. سبّب انتشار هذه الأخبار غير الأخلاقية خلال تسعينيات القرن التاسع عشر مظاهر العنف والنزاعات. حرّض كل من جوزيف بلتيزر وويليام راندولف هيرست الصحافة الصفراء من أجل زيادة الأرباح ما ساعد في حصول سوء تفاهم أصبح فيما بعد مسؤولاً بشكل جزئي عن بدء الحرب الأمريكية الاسبانية في عام 1898. كتب جي بي مونتغومري ماكغفرن في عام  1898 عموداً صحفياً ينتقد فيه بشدة الأخبار المزيفة ويقول فيه أن ما يميزها هو الإثارة و«نشر مقالات خاطئة تماماً ما يؤدي إلى تضليل الجمهور وجعله جاهلاً أو غير مدرك لحجم الخطر».
التُقط بثٌّ لمحطة إذاعية من غلايفتز لصوت الجندي الألماني كارل هوماك يدعي فيه أنه مقتحِمٌ بولندي استولى على المحطة، من قبل باقي المحطات الأخرى في ألمانيا وخارجها ما حرّض تصريح أدولف هتلر بالحرب على بولندا في اليوم التالي. وفقاً لصحيفة يو إس إيه توداي فإن الصحف التي لديها تاريخ في نشر الأخبار المزيفة تشمل صحيفة غلوب وويكلي وورلد نيوز وذا ناشونال إينكوير.